# Urechis
Famille
Genre
Urechis est un genre de vers marins échiuriens, le seul de la famille des Urechidae. 

## Liste des espèces
Selon World Register of Marine Species (10 janvier 2019) :
- genre Urechis Seitz, 1907
  - Urechis caupo Fisher & MacGinitie, 1928
  - Urechis chilensis (Müller M., 1852)
  - Urechis novaezealandiae (Dendy, 1897)
  - Urechis unicinctus (von Drasche, 1881)

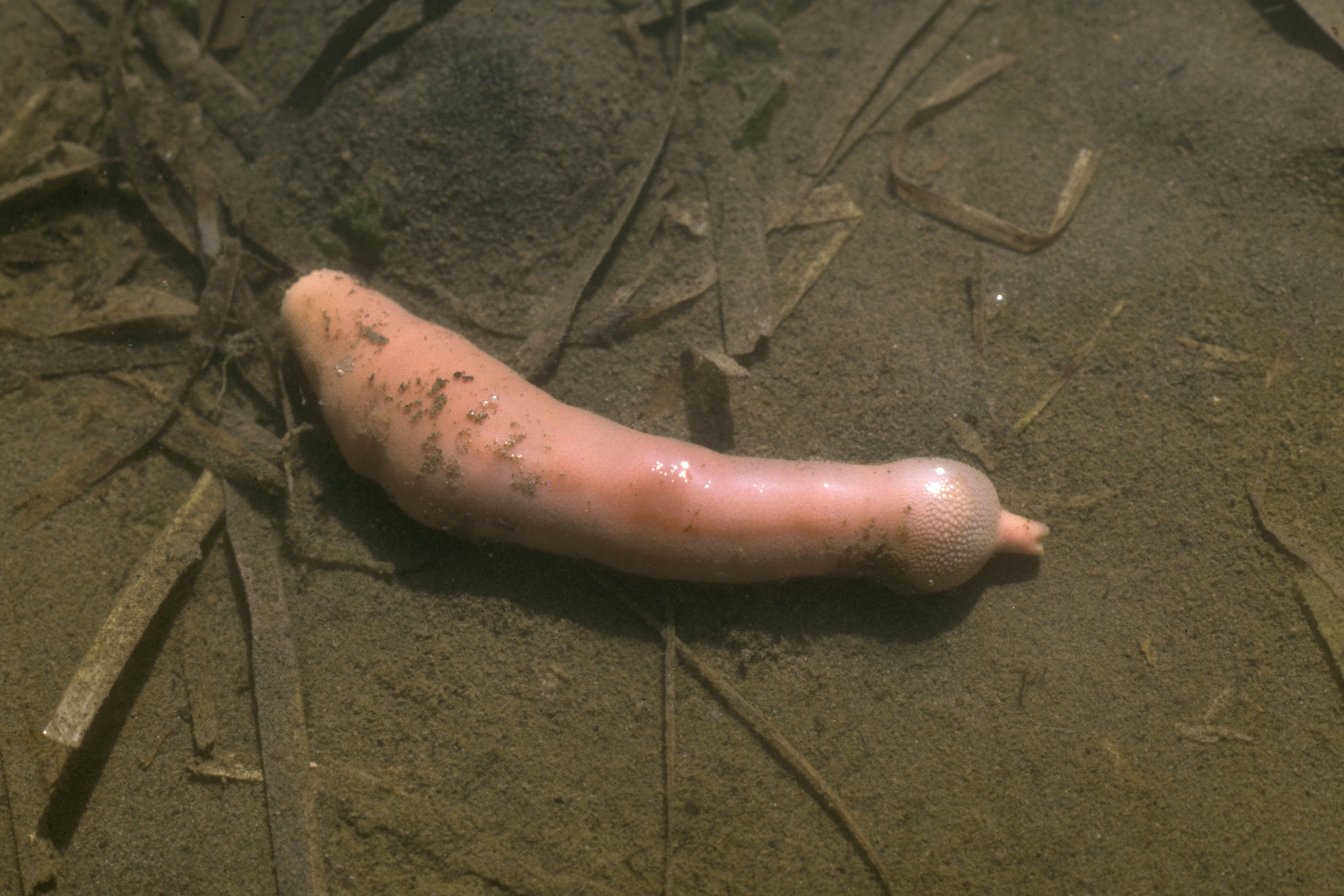
Urechis caupo
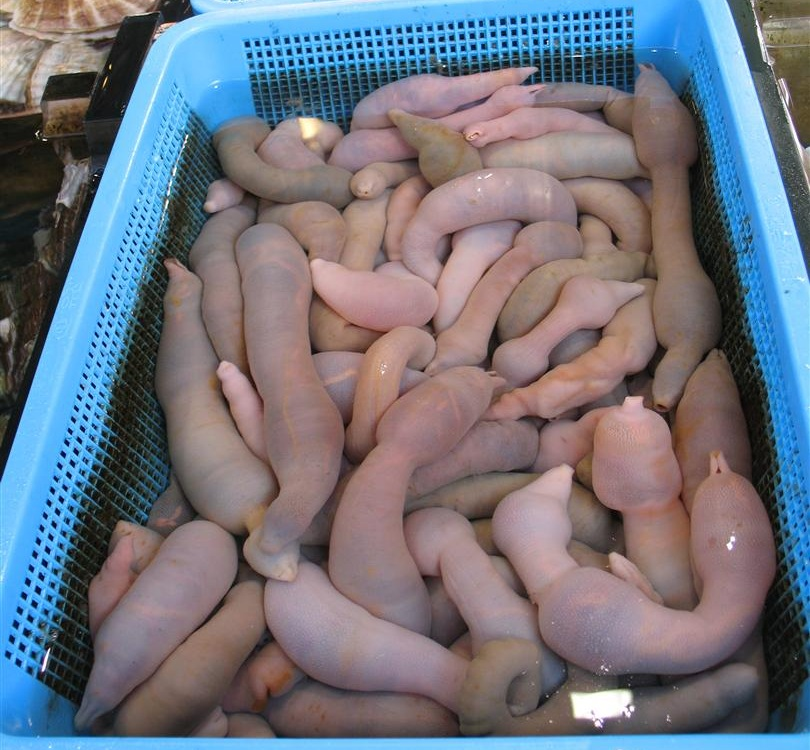
Urechis unicinctus